# Saša Drakulić
Saša Drakulić (serbisch-kyrillisch Саша Дракулић; * 28. August 1972 in Vinkovci) ist ein ehemaliger serbischer Fußballspieler.

## Karriere
Drakulić begann seine Karriere 1993 beim Erstligisten FK Roter Stern Belgrad. 1995 wechselte er nach Südkorea. Hier unterschrieb er einen Vertrag bei Busan Daewoo Royals. Mit Busan wurde er 1997 südkoreanischer Meister. Sommer 1998 wechselte er zu Suwon Samsung Bluewings. Mit Suwon wurde er 1998 und 1999 südkoreanischer Meister. In der Saison 1999 wurde er mit 18 Toren Torschützenkönig der K League. 2000 wechselte er zum japanischen Erstligisten Kashiwa Reysol. Sommer 2000 kehrte er zu Suwon Samsung zurück. 2001 wechselte er zu Seongnam Ilhwa Chunma, bestritt 90 Erstligaspiele und schoss dabei 27 Tore. Mit Seongnam wurde er 2001, 2002 und 2003 südkoreanischer Meister. 2004 wechselte er zum zyprischen AEK Larnaka und gewann im selben Jahr den Zyprischen Fußballpokal. 2005 kehrte er nach Serbien zurück. Danach spielte er bei FK Vojvodina und FK Mladost Apatin.

## Erfolge
Busan Daewoo Royals
- Südkoreanischer Meister: 1997

Suwon Samsung Bluewings
- Südkoreanischer Meister: 1998, 1999

Seongnam Ilhwa Chunma
- Südkoreanischer Meister: 2001, 2002, 2003

AEK Larnaka
- Zyprischer Pokalsieger: 2003/04